# Ischnocampa pseudomathani
Ischnocampa pseudomathani är en fjärilsart som beskrevs av M.Gaede 1928. Ischnocampa pseudomathani ingår i släktet Ischnocampa och familjen björnspinnare. Inga underarter finns listade i Catalogue of Life.